# Luk De Geest
Luk De Geest (Oudenaarde, 30 augustus 1947 - Gent, 18 juli 2018) was een Belgisch rooms-katholiek priester en bestuurder van christelijke organisaties.

## Biografie
Luk De Geest werd op 19 mei 1975 tot priester gewijd nadat hij aan de Katholieke Universiteit Leuven een licentiaatsdiploma in de biologie behaalde in 1974. Hij was leraar aan het Onze-Lieve-Vrouwecollege in Oudenaarde van 1974 tot 1982 en zondagsonderpastoor in de Sint-Walburgaparochie in Oudenaarde. In 1982 werd hij onderpastoor in de Sint-Simon en Judasparochie in Gentbrugge. 
In 1992 werd hij bisschoppelijk vicaris in het bisdom Gent bevoegd voor de categoriale pastoraal, de caritatieve en de socio-culturele sector, de missiepastoraal, de pastoraal voor de derde en de vierde wereld, het bewegingsleven voor volwassenen, de vreemdelingenpastoraal, de relaties met spiritualiteitsgroepen en charismatische groepen. Tot 2010 was hij ook verantwoordelijk voor gezinspastoraal in het Gentse bisdom. Ook in 1992 werd hij titulair kanunnik van het Sint-Baafskapittel en directeur van de Diocesane Bedevaarten. De Geest bleef bisschoppelijk vicaris tot 2017, wanneer hij rector van het heiligdom Onze-Lieve-Vrouw van Lourdes in Oostakker werd. Hij bleef echter wel directeur van de Diocesane Bedevaarten.
De Geest was van 2010 tot 2017 voorzitter van Caritas Vlaanderen, was vanaf de oprichting van ORBIT (voorheen Kerkwerk Multicultureel Samenleven) voorzitter ervan en stond aan de wieg van KRAS, een netwerk van armoedebestrijdingsdiensten in Gent. In 2017 werd hij in opvolging van Marcel Cloet voorzitter van het Netwerk Rechtvaardigheid en Vrede. Johan Verstraeten volgde hem na zijn overlijden op. Ook was hij geestelijk adviseur van de raad van bestuur van het Wit-Gele Kruis Oost-Vlaanderen.
Hij overleed in juli 2018 in het Universitair Ziekenhuis Gent.